# Zanasis Valtinós
Zanasis Valtinós, en griego: Θανάσης Βαλτινός, (Carátula de Kinuría, Arcadia, 16 de diciembre de 1931 - Atenas, 30 de octubre de 2024)fue un escritor, traductor y guionista griego. La oralidad y el testimonio son elementos centrales de su obra.

## Biografía
Tras terminar sus estudios primarios, en 1950 se desplaza a Atenas para estudiar cine. Durante los años 1960 desempeña varias ocupaciones: administrador de una clínica privada en Atenas, trabajador en el puerto del Pireo, entre otras. En la actualidad vive en Atenas, pero ha residido durante largos períodos en Inglaterra, Alemania y Estados Unidos. 
En cuanto guionista, ha sido colaborador habitual de Theo Angelopoulos. Su guion para Viaje a Cythera de 1984 recibió el premio al mejor guion en el Festival de Cine de Cannes de 1984. Entre 1989 y 1990 fue el director general del segundo canal de la Televisión griega.
En la actualidad es presidente del Centro para el cine griego, así como de la Sociedad de escritores griegos. 
Otra de las facetas creativas de Valtinós es la de traductor al griego moderno de tragedias clásicas. Ha traducido Las Troyanas y Medea de Eurípides y Orestes de Esquilo para la Compañía de Teatro de Carolos Koun. 
Su novela Elementos para la década de los 60 de 1989 recibió el Premio Nacional de Novela de 1990 y fue seleccionada para el Premio de Literatura Europea de 1991, quedando entre las tres finalistas.

## Obras
- Συναξάρι του Αντρέα Κορδοπάτη [Legendario de Andreas Cordopatis] (Libro primero: América), Atenas: Kedros, 1972.
- Τρία Ελληνικά μονόπρακτα [Tres obras griegas de un solo acto], Atenas: Kedros, 1978. 78 pp.
- Η κάθοδος των εννιά [La marcha de los nueve], Atenas: Kedros, 1978. 91 pp.
- Τρία διηγήματα [Tres relatos] (varios autores), Atenas: Stigmí, 1984. 80 pp.
- Η κάθοδος των εννιά [La marcha de los nueve], Atenas: Agra, 1984. 88 pp.
- Μπλε βαθύ σχεδόν μαύρο [Azul profundo casi negro], Atenas: Stigmí, 1985. 85 pp.
- Τρία ελληνικά μονόπρακτα [Tres obras griegas de un solo acto], Atenas: Stigmí, 1989. 78 pp.
- Στοιχεία για τη δεκαετία του '60 [Materiales para la década de los 60], Atenas: Stigmí, 1989. 378 pp.
- Τρία πορτρέτα [Tres retratos], Atenas: Castaniotis, 1991. 55 pp. ISBN 960-03-0867-5
- Θα βρείτε τα οστά μου υπό βροχήν [Encontraréis mis huesos bajo la lluvia] (relatos). Atenas: Agra, 1992. 122 pp. ISBN 960-325-004-Χ
- Φτερά μπεκάτσας [Alas de becada], Atenas: Agra, 1992. 100 pp. ISBN 960-325-003-1
- Στοιχεία για τη δεκαετία του '60 [Materiales para la década de los 60], Atenas: Agra, 1992. 397 pp.
- Συναξάρι Αντρέα Κορδοπάτη [Legendario de Andreas Cordopatis] (Libro primero: América), Atenas: Agra, 1993. ISBN 960-325-050-3
- Ορθοκωστά [Orzocostá], Atenas: Agra, 1994. 336 pp. ISBN 960-325-097-Χ
- Μπλε βαθύ σχεδόν μαύρο [Azul profundo casi negro], Atenas: Agra, 1994. 90 pp. ISBN 960-325-121-6
- Δεκαοχτώ κείμενα [Dieciocho textos] (varios autores), Atenas: Kedros, 1994. 208 pp. ISBN 960-04-0952-8
- Πελοπόννησος [Peloponeso] (colección de fotografías), Atenas: Sínolo, 1995. 178 pp. ISBN 960-85416-3-8
- Ιστορική πραγματικότητα και νεοελληνική πεζογραφία 1945-1995 [Realidad histórica y prosa griega moderna (actas del congreso)], Atenas: Escuela Moraítis. Sociedad para el Estudio de la Cultura Griega Moderna y la Educación General, 1997. 380 pp. ISBN 960-259-092-0